# Pizarra
Pizarra település Spanyolországban, Málaga tartományban. Pizarra Álora, Cártama, Coín és Casarabonela községekkel határos. Lakosainak száma 10 177 fő (2024).

## Népesség
A település népessége az elmúlt években az alábbi módon változott:
| Lakosok száma | 6593 | 7165 | 8129 | 8785 | 9269 | 9201 | 9073 | 9226 | 9661 | 10 177 |
|               | 2001 | 2004 | 2007 | 2009 | 2012 | 2014 | 2017 | 2019 | 2022 | 2024   |